# Windows 1.x
O Windows 1.0 foi a primeira grande versão do Microsoft Windows, lançado no dia  20 de novembro de 1985 nos Estados Unidos, e posteriormente em Maio de 1986 foi lançado internacionalmente.
O Windows 1.0 é um Shell  gráfico pra MS-DOS e fornece uma multitarefa cooperativa, ele pode rodar aplicativos tanto para o próprio o Windows quanto aplicativo de MS-DOS compatíveis. Em 1987 ele foi substituído pelo Windows 2.x.
O Windows 1.0 ainda não tinha o recurso de "sobrepor janelas" como os windows mais modernos, ao invés disso, as janelas ficavam lado a lado em uma divisão de tela, ou ficavam em tela cheia. (o Windows 1.0 tinha um recurso de janelas sobrepostas más isso se limitava apenas há poup-ups e a determinados controles, como menus e menus suspensos.